# Mitys
Mitys est un habitant imaginaire de l'antique ville d'Argos qu'Aristote évoque dans sa Poétique.
Ses concitoyens font de cet homme vertueux le premier magistrat de leur cité. Mais son ennemi, envieux et orgueilleux, parvient à le tuer secrètement. Les Argiens ne soupçonnent pas le meurtrier, qu'ils portent alors à leur tête en remplacement de Mytis. Une statue est élevée en l'honneur du disparu. Un soir, l'assassin s'arrête au pied de la statue et l'apostrophe avec cynisme, moquant sa piété passée et son sort tragique. La statue s'abat sur lui, et le tue.
La fable illustre qu'en tragédie, des faits qui se produisent contre notre attente tout en s'enchaînant logiquement les uns aux autres, prennent le caractère du merveilleux plus que s'ils étaient le fruit du simple hasard.

« Ces sentiments naissent surtout lorsque les faits arrivent contre toute attente, et mieux encore lorsqu’ils sont amenés les uns par les autres, car, de cette façon, la surprise est plus vive que s’ils surviennent à l’improviste et par hasard, attendu que, parmi les choses fortuites, celles-là semblent les plus surprenantes qui paraissent produites comme à dessein. »

## Persistance du mythe
Dans sa nouvelle L'Inauguration du monument, Silvina Ocampo transpose l'épisode dans l'Argentine du XXe siècle.
Voir aussi la comédie de Molière Dom Juan, pour le rôle qu'y joue la statue du Commandeur dans l'épilogue.